# Докельтское население Западной Европы
Докельтский период в истории Центральной и Западной Европы относится ко времени непосредственно перед появлением соотносимых с кельтами гальштатской и более поздней латенской культур, а также их потомков — кельтских народов, уже известных по историческим источникам. Таким образом, докельтский период охватывает поздний неолит и бронзовый век Европы, тогда как кельтский начинается с железного века, около 9 века до н. э. Под «докельтскими» народами понимаются те, которые обитали до кельтов на территории максимального распространения тех в 1 веке до н. э.
Хотя докельтское население было, скорее всего, неиндоевропейским по происхождению, к нему не применим термин М. Гимбутас «старая Европа», поскольку докельтское население обитало близ Атлантики и относилось к мегалитическим культурам, тогда как термин Гимбутас охватывал балканские и центральноевропейские неолитические культуры расписной керамики без мегалитических традиций.

## Археология
Как в континентальной Европе, так и на Британских островах с докельтским населением связана традиция сооружения мегалитов (археологические культуры атлантического бронзового века: Шассе, Сены-Уазы-Марны, Виндмилл-Хилл и др.). В ряде мест эти культуры сосуществовали с более архаичными, сохраняющими пережитки мезолита (культура Питерборо) или образовывали с ними гибридные культуры. Возникновение традиции колоколовидных кубков, когда строительство мегалитов постепенно прекращается, а старые перестраиваются, возможно, связано с приходом в атлантический регион первых индоевропейцев, которые, однако, не обязательно были предками кельтов.
Прото-кельты могли входить в состав ряда раннеиндоевропейских культур Европы: унетицкой, курганных погребений, полей погребальных урн, центр которых находился на территории современных юго-восточной Германии, Австрии и Чехии.

## Исторические источники
Ко времени первого упоминания кельтов в письменных источниках, около 600 г. до н. э., они уже были широко распространены в Иберии, Галлии и Центральной Европе. К этому времени кельты уже заселили большую территорию и были раздроблены на несколько десятков племён. Археологические культуры, однозначно отождествляемые с кельтами — латенская и гальштатская — в свою очередь, дробятся на большое количество субкультур. В ряде случаев могла иметь место гибридизация кельтов с докельтским населением — так, Страбон отмечал, что лигуры в римскую эпоху по своим обычаям не отличались от кельтов, хотя и имели иное происхождение.
В Ирландии «Книга вторжений» приводит псевдоисторическую хронику, где упоминается ряд народов, вторгавшихся в Британию.
В летописях позднеримского периода и раннего Средневековья упоминаются народы, населявшие Британию до бриттов и гойделов: каледонцы, круитны, пикты (делившиеся на ряд племён-королевств: дикалидоны, вертурионы и др.), сенхинолы, однако в исторический период они практически полностью кельтизировались. Ряд народов с неясным происхождением — например, аттакотты — тем не менее, легче отождествить с кельтским населением, чем с докельтским.

## Языки
Сторонники гипотезы палеолитической непрерывности предполагают, что индоевропейские языки и их предки существовали в Европе непрерывно со времён палеолита. Данная гипотеза, однако, в настоящее время пользуется поддержкой лишь небольшого числа специалистов. Предположение Рассела Д. Грэя и Квентина Д. Аткинсона (Russell D. Gray and Quentin D. Atkinson) о том, что протокельтский язык отпочковался от индоевропейского древа около 6000 лет назад, пользуется поддержкой в основном среди сторонников анатолийской гипотезы о происхождении индоевропейцев. При этом, сама датировка основана на предположении, что языки, в том числе — индоевропейские, изменяются за равные промежутки времени одинаково, что обычно опровергается благодаря массе примеров обратного. В то же время, сторонники курганной гипотезы предлагают более позднюю датировку.
В историческую эпоху на окраинах области распространения кельтов существовали палеоиспанские языки (в Иберии) и тирренские языки (в Италии), однако реконструируемая согласно различным гипотезам область их доисторического распространения затрагивает лишь небольшую часть территории кельтов в эпоху расцвета их культуры. Языки атлантических культур сохранились либо в виде глосс и отдельных формантов (лигурский язык), либо в виде очень кратких, не подлежащих интерпретации памятников (пиктский язык). Ряд кельтологов включает эти языки в состав кельтских. Противоположная точка зрения основана на гипотезе о существовании в Европе в эпоху поздней бронзы большего языкового разнообразия в индоевропейской среде, в частности указывается на языки адриатических венетов, возможно родственных венетам Бретани и венедам междуречья Одера и Вислы, лузитан в Испании, иллирийцев. Однако это не исключает последующей полной или частичной кельтизации перечисленных народов.

## Антропология

### Неолит
Археологические исследования неолитических обитателей Британии показывают, что средний рост мужчины составлял около 170 см (чуть выше на Оркнейских островах, ниже в Эйвбери). Конституция тела была грацильной (в Уэльсе, где сохранялись потомки мезолитического населения, — несколько более массивной), черепа — долихоцефальными. Археологи отмечают, что некоторые черепа взрослых неолитических жителей выглядели «детскими».

### Бронзовый век
Предположительно индоевропейские пришельцы бронзового века были брахицефалами, с более массивной конституцией тела и в среднем более высокого роста.

### Железный век
О пиктах древние источники пишут, что те были низкорослыми по сравнению с кельтами. На одном из камней с огамической надписью сохранилось изображение пикта с ярко выраженными средиземноморскими чертами лица.

## Генетика
Изучение ДНК современного европейского населения говорит о том, что лишь гаплогруппа I (около 25 % населения Европы) может быть связана с населением Европы эпохи палеолита и мезолита.
Некоторые редкие гаплогруппы Европы связаны с переселенцами из Восточного Средиземноморья эпохи позднего мезолита и раннего неолита. Это:
- J2 — несколько волн миграции: культура кардиальной керамики;
- E1b1b — аграрные культуры расписной керамики (миграция с Ближнего Востока через Анатолию на Балканы);
- G — выходцы с Кавказа (тиррены?), пришедшие через Малую Азию; культура линейно-ленточной керамики[3]; в миграциях последних была представлена также редкая в наши дни гаплогруппа F.

В современной Европе доминируют две гаплогруппы, свойственные прежде всего индоевропейским народам: R1b преимущественно в Западной Европе, R1a в Восточной Европе (а также в Индии и Афганистане); предполагается, что обе гаплогруппы прибыли в Европу в ходе миграции индоевропейцев в медном веке.

### Родственные гипотезы
- Генетическая история Европы
- Доиндоевропейский субстрат
- Старая Европа
- Древнеевропейская гидронимия
- Догерманский субстрат
- Темематический субстрат

### Островной докельтский субстрат
- Доисторическая Британия
- Бронзовый век Британии
- Доисторическая Ирландия
- Доисторический Уэльс
- Доисторическая Шотландия
- Догойдельский субстрат
- Аттакотты
- Каледонцы
- Круитны
- Культура Виндмилл-Хилл
- Культура Питерборо
- Пикты
- Сенхинолы
- Традиция колоколовидных кубков
- Уэссекская культура

### Континентальный докельтский субстрат
- Атлантический бронзовый век
- Культура линейно-ленточной керамики
- Культура Сены-Уазы-Марны
- Культура Шассе-Лагоцца
- Кинеты
- Лигуры
- Лузитаны
- Мегалиты
- Палеоиспанские языки
- Северо-западный блок

### Исследователи
- Д’Арбуа де Жюбенвиль, Анри
- Уодделл, Джон[4]
- Макалистер, Роберт
- Схрейвер, Петер
- Михайлова, Татьяна Андреевна
- Зеликов, Михаил Викторович
- Томас Фрэнсис О’Райли[англ.] (англ. T. F. O'Rahilly)